# Vartan Gregorian
Vartan Gregorian (em armênio/arménio:  Վարդան Գրիգորեան; em persa: وارتان گرگوریان; Tabriz, Irã, 8 de abril de 1934 – Nova Iorque, 15 de abril de 2021) foi um acadêmico armeniano-estadunidense nascido no Irã. Foi presidente do Instituto Carnegie.
Em 1988, foi designado presidente da Universidade Brown, cargo que desempenhou durante nove anos. Em 1997, foi designado presidente da organização filantrópica Instituto Carnegie. Ademais foi trustee do Museu de Arte Moderna de Nova Iorque.
Gregorian morreu em 15 de abril de 2021, aos 87 anos de idade, em um hospital de Manhattan.